# اریخ برابتس
اریخ برابتس (چکی: Erich Brabec؛ زادهٔ ۲۴ فوریهٔ ۱۹۷۷) بازیکن سابق و مربی فوتبال اهل جمهوری چک است.
از باشگاه‌هایی که در آن بازی کرده‌است می‌توان به باشگاه فوتبال آنکاراگوچو، باشگاه فوتبال اسلاویا پراگ، باشگاه فوتبال بوهمیانس ۱۹۰۵، باشگاه فوتبال اسپارتا پراگ، باشگاه فوتبال آنکارا اسپور، باشگاه فوتبال اسپارتاک ولادی‌قفقاز، باشگاه فوتبال پاشینگ، باشگاه فوتبال اسلوان لیبرتس، باشگاه فوتبال قیصریه‌اسپور، و باشگاه فوتبال دینامو مسکو اشاره کرد.
وی همچنین در تیم‌های ملی فوتبال زیر ۲۱ سال جمهوری چک و جمهوری چک بازی کرده‌است.